# 望月享子
望月 享子（もちづき たかこ、1936年1月24日- ）は、日本の心理学者、東海大学名誉教授。

## 略歴
東京生まれ。1958年早稲田大学文学部心理学専修卒、65年同大学院博士課程満期退学、82年「作業経過に関する一実験的研究」で文学博士。1967年関東学院女子短期大学専任講師・助教授・教授をへて、1976年東海大学助教授、1982年教授、2004年退職、名誉教授となる。

## 著書
- 『日常の不器用 もたもた、とちり、あがり等の効用』誠信書房 1993
- 『集中力養成法 実力が伸びる人・伸びない人』ライオン社 1998
- 『自律の時代の仕事・組織・人間』東海大学出版会 1999

### 共編著
- 『人間の行動 心理学的理解』山下富美代共著 前野書店 1972
- 『忍耐力を育てる がまんできる子・できない子』山下富美代共著 有斐閣新書、1982
- 『集中力を育てる 意欲的な現代っ子をつくる条件』山下富美代共著 有斐閣新書、1983
- 『社会的かかわりにおける運動行動 障害・高齢化・国際化を中心に 1991年-1995年日本心理学会ワークショップ』今野義孝,大塚博保,生沼芳弘,垣本由紀子,長谷龍太郎,貝沼良行共著 東海大学出版会 1999
- 『心の病と家族』村里忠之共著 鳳書房 2010